# Associazione Sportiva Bari 1944-1945
Questa voce raccoglie le informazioni riguardanti l'Associazione Sportiva Bari nelle competizioni della stagione 1944-1945.

## Il periodo 1943-1944
Dopo la retrocessione in Serie B del Bari, nella stagione 1942-1943, il calcio italiano si ferma a causa dell'imperversare della seconda guerra mondiale (in cui l'Italia è ormai pienamente coinvolta). Nella società biancorossa il commissario Giuseppe Santoro si ritira dalla gestione e il comm. Andrea Somma è sfollato a Rutigliano (in provincia); la stessa società non rinnova i contratti degli atleti entro il termine del 31 dicembre 1943, pertanto i giocatori sono svincolati a tutti gli effetti. Molti si trasferiscono in provincia e giocano nelle rappresentative locali (tra queste si ricordano il Rutigliano e l'U.S. Conversano, vincitore del Campionato dell'Italia libera). Lo stadio della Vittoria, occupato dai militari alleati dopo la liberazione del Sud Italia, presenta a fine 1943 il campo con diverse buche e le attrezzature inutilizzabili (nel bombardamento tedesco del dicembre dello stesso anno è stata anche perforata la pensilina della tribuna ovest).

## Stagione 1944-1945
Nel 1944 il Liberty viene rifondato e si occupa della preparazione, in fondo a via Crispi (in zona Marconi, adiacente al cimitero), di un campo da gioco che verrà chiamato "campo Antonio Lella": si tratta di un terreno dalle dimensioni non proprio regolamentari, con gli spogliatoi dei calciatori ricavati in un capannone adibito a deposito di vino e quelli dell'arbitro che variano a seconda del caso; per il suo utilizzo viene corrisposto un affitto ai proprietari. Il Liberty si iscrive subito al cosiddetto campionato "nazionale misto", così chiamato perché i giocatori delle squadre che vi militano provengono un po' da tutta Italia e non sono tutti professionisti; secondo l'impostazione iniziale della federazione, la prima classificata del girone dovrebbe essere poi ammessa al futuro campionato Centro-Sud (parallelo a quello del Nord Italia, così per tutte le altre regioni).
Nel frattempo, il 27 dicembre del '44, nell'U.S. Bari viene nominato commissario straordinario Francesco De Palma, unico commissario della "vecchia" gestione rimasto a interessarsi del Bari Calcio; il sub-commissario è Tommaso Annoscia. La ricostituita società calcistica, composta in buona parte da persone differenti da quelle della passata gestione, il 1º gennaio 1945 cambia la denominazione in Associazione Sportiva Bari e nell'intento di far partecipare anche i galletti al campionato nazionale misto ritessera molti calciatori del 1942-1943. Dopo aver accordato con il Liberty la divisione del fitto per il campo di gioco, la nuova A.S. Bari s'iscrive al torneo misto, composto ora di tredici squadre.
Audace di Taranto e Bari sono considerate le favorite del torneo, che inizia il 28 gennaio 1945. I libertiani disputeranno al Lella tutto il torneo, i biancorossi solo le prime due gare interne (compreso il derby, vinto 5-1 sullo stesso Liberty).
(Gianni Antonucci sul derby Bari-Liberty del 4 febbraio 1945)
A fine febbraio gli alleati concedono il riutilizzo dello stadio della Vittoria e il 4 marzo, in una giornata di vento nevoso vi si gioca Bari - Presidio Lecce (incontro valido per la terza giornata della competizione), vinta dai padroni di casa per 2-1. Dopo aver vinto tutte le prime sei giornate, il Bari viene battuto fuori casa dalla Pro Italia (la gara sarà in seguito vinta a tavolino dai biancorossi, a causa del tesseramento irregolare di alcuni proitaliani e infine annullata, a causa del ritiro dal torneo della società tarantina) e colleziona alcuni pareggi; elogiato dalla stampa quello in casa con l'Audace (dove i galletti pervengono all'1-1 all'88º minuto, con Trevisan). Da questo momento il campionato prosegue con buoni risultati per i biancorossi, le uniche sconfitte arrivano a Taranto contro l'Arsenale (2-1), in una partita segnata da disordini (con la squadra di casa prima esclusa per scorrettezze e poi riammessa) e a Lecce, 2-1, sotto una tensione palpabile. Si tratta però di un campionato condotto in maniera poco ortodossa: nel girone di ritorno, a seguito di disordini molte formazioni vengono escluse (tra queste la contendente Audace Taranto) e a seguito della liberazione del Nord Italia avvenuta tra aprile e maggio, la federazione riduce il girone di ritorno a sei giornate (per permettere ai tanti atleti settentrionali impegnati nel Meridione, di tornare a casa a riabbracciare le proprie famiglie). Alla fine il Bari vince il torneo con 27 punti (dati da 12 vittorie, 3 pareggi e 2 sconfitte), tre lunghezze di vantaggio sull'Arsenale Taranto e la classifica ridotta a sette squadre.

## Maglie[3]
Le divise per la stagione '44-'45 sono state le seguenti:
| Prima divisa | Seconda divisa | Terza divisa |

## Organigramma societario[3]
Area direttiva
- Presidente: Francesco De Palma
- Vice presidente: Tommaso Annoscia

Area tecnica
- Direttore Sportivo: Donato Accettura
- Allenatore: Raffaele Costantino

## Rosa[3]
| N. |                   | Ruolo | Calciatore           |
| -- | ----------------- | ----- | -------------------- |
|    | Italia (bandiera) | P     | Leonardo Costagliola |
|    | Italia (bandiera) | D     | Alessandro Carlini   |
|    | Italia (bandiera) | C     | Catacchio            |
|    | Italia (bandiera) | C     | Onofrio Fusco        |
|    | Italia (bandiera) | C     | Piero Colli          |
|    | Italia (bandiera) | A     | Michele Catalano     |
|    | Italia (bandiera) | A     | Severino Cavone      |

| N. |                      | Ruolo | Calciatore       |
| -- | -------------------- | ----- | ---------------- |
|    | Italia (bandiera)    | A     | Camillo Fabbri   |
|    | Argentina (bandiera) | A     | Amerigo Menutti  |
|    | Italia (bandiera)    | A     | Vincenzo Orlando |
|    | Italia (bandiera)    | A     | Sergio Trevisan  |
|    | Italia (bandiera)    | ?     | De Serio         |
|    | Italia (bandiera)    | ?     | Pinto            |
|    | Italia (bandiera)    | ?     | Volpe            |

## Risultati

### Torneo misto pugliese

#### Girone di andata
| Altamura 28 gennaio 1945 1ª giornata                                                             | Franco Baldassarre | 2 – 4 referto                         | Bari | Campo Cagnazzi |
| \| \| \| \| \| Traversa 77’ Calvari 83’ \| Marcatori \| 20, 47’ Pinto 45’ Fabbri 80’ Trevisan \| |                    |                                       |      |                |
|                                                                                                  |                    |                                       |      |                |
| Traversa 77’ Calvari 83’                                                                         | Marcatori          | 20, 47’ Pinto 45’ Fabbri 80’ Trevisan |      |                |

| Bari 4 febbraio 1945 2ª giornata                                                                     | Bari      | 5 – 1 referto | Liberty | Campo Antonio Lella (circa 5000 spett.) |
| \| \| \| \| \| Menutti 45’ Pinto 48’ Cavone 51’ Colli 80’ Orlando 89’ \| Marcatori \| 42’ Bellomo \| |           |               |         |                                         |
| |           |               |         |                                         |
| Menutti 45’ Pinto 48’ Cavone 51’ Colli 80’ Orlando 89’                                               | Marcatori | 42’ Bellomo   |         |                                         |

| Grottaglie 11 febbraio 1945 3ª giornata                                                            | US Grottaglie | 1 – 3 referto  | Bari |  |
| \| \| \| \| \| ?’? Poi annullata per l'esclusione del Grottaglie \| Marcatori \| ? ?’ ? ?’ ? ?’ \| |               |                |      |  |
| |               |                |      |  |
| ?’? Poi annullata per l'esclusione del Grottaglie                                                  | Marcatori     | ? ?’ ? ?’ ? ?’ |      |  |

| Arbitro: | Caputo (Napoli) |

|                             |           |              |
| Cavone 35’ Colli 56’ (rig.) | Marcatori | 75’ Bellucco |

| Barletta 25 febbraio 1945 5ª giornata                         | Barletta  | 0 – 3 referto               | Bari |  |
| \| \| \| \| \| \| Marcatori \| 58, 52’ Fabbri 70’ Trevisan \| |           |                             |      |  |
|                                                               |           |                             |      |  |
|                                                               | Marcatori | 58, 52’ Fabbri 70’ Trevisan |      |  |

| Bari 4 marzo 1945 6ª giornata                                              | Bari      | 2 – 1 referto     | Presidio Lecce | Stadio della Vittoria |
| \| \| \| \| \| Fabbri 14’ Orlando 25’ \| Marcatori \| 33’ (rig.) Natale \| |           |                   |                |                       |
|                                                                            |           |                   |                |                       |
| Fabbri 14’ Orlando 25’                                                     | Marcatori | 33’ (rig.) Natale |                |                       |

| Arbitro: | Carraro (Lecce) |

| |           |  |
| Berra 34’ (rig.) Alghisi 38’ Vittoria a tavolino del Bari, poi annullata per il ritiro prematuro della Pro Italia. | Marcatori |  |

| Bari 18 marzo 1945 8ª giornata                                             | Bari      | 0 – 0 referto | Gioia | Stadio della Vittoria |
| \| \| \| \| \| Poi annullata per l'esclusione del Gioia \| Marcatori \| \| |           |               |       |                       |
|                                                                            |           |               |       |                       |
| Poi annullata per l'esclusione del Gioia                                   | Marcatori |               |       |                       |

| Acquaviva delle Fonti 25 marzo 1945 9ª giornata | Acquavivese | 1 – 1 referto | Bari |  |
| \| \| \| \| \| ? ?’ \| Marcatori \| ?’ ? \|     |             |               |      |  |
|                                                 |             |               |      |  |
| ? ?’                                            | Marcatori   | ?’ ?          |      |  |

| 1º aprile 1945 10ª giornata |  | – | turno di riposo |  |

| Bari 8 aprile 1945 11ª giornata                                                                                            | Bari      | 4 – 1 referto | Matera | Stadio della Vittoria |
| \| \| \| \| \| Fabbri 30, 43’ Colli 72, 85’ Poi annullata per il ritiro prematuro del Matera \| Marcatori \| 23’ Melica \| |           |               |        |                       |
| |           |               |        |                       |
| Fabbri 30, 43’ Colli 72, 85’ Poi annullata per il ritiro prematuro del Matera                                              | Marcatori | 23’ Melica    |        |                       |

| Brindisi 15 aprile 1945 12ª giornata                                                                 | Brindisi-Miraglia | 1 – 1 referto | Bari |  |
| \| \| \| \| \| Magurano 45’ Poi annullata per l'esclusione del Miraglia \| Marcatori \| 56’ Colli \| |                   |               |      |  |
| |                   |               |      |  |
| Magurano 45’ Poi annullata per l'esclusione del Miraglia                                             | Marcatori         | 56’ Colli     |      |  |

| Arbitro: | Moscagiuri (Lecce) |

|                                                         |           |            |
| Trevisan 88’ Poi annullata per l'esclusione dell'Audace | Marcatori | 53’ Farina |

#### Girone di ritorno
| Bari 13 maggio 1945 14ª giornata                          | Bari      | 2 – 0 referto | Franco Baldassarre | Stadio della Vittoria |
| \| \| \| \| \| Cavone 18’ Trevisan 53’ \| Marcatori \| \| |           |               |                    |                       |
|                                                           |           |               |                    |                       |
| Cavone 18’ Trevisan 53’                                   | Marcatori |               |                    |                       |

| Bari ? 1945 15ª giornata                         | Liberty   | 0 – 3 referto  | Bari | Stadio della Vittoria |
| \| \| \| \| \| \| Marcatori \| ?’ ? ?’ ? ?’ ? \| |           |                |      |                       |
|                                                  |           |                |      |                       |
|                                                  | Marcatori | ?’ ? ?’ ? ?’ ? |      |                       |

| Bari 13 maggio 1945 16ª giornata                                                       | Bari      | 9 – 1 referto | US Grottaglie | Stadio della Vittoria |
| \| \| \| \| \| Poi annullata per il ritiro prematuro del Grottaglie \| Marcatori \| \| |           |               |               |                       |
|                                                                                        |           |               |               |                       |
| Poi annullata per il ritiro prematuro del Grottaglie                                   | Marcatori |               |               |                       |

| Arbitro: | Rizzo (Lecce) |

|                                |           |             |
| V. Castellano 46’ Molinari 50’ | Marcatori | 16’ Orlando |

| Bari 10 giugno 1945 18ª giornata                                                  | Bari      | 4 – 0 referto | Barletta | Stadio della Vittoria |
| \| \| \| \| \| Trevisan 32’ Menutti 36’ Fabbri 50’ Orlando 87’ \| Marcatori \| \| |           |               |          |                       |
|                                                                                   |           |               |          |                       |
| Trevisan 32’ Menutti 36’ Fabbri 50’ Orlando 87’                                   | Marcatori |               |          |                       |

| Lecce 17 giugno 1945 19ª giornata                                | Presidio Lecce | 2 – 1 referto | Bari |  |
| \| \| \| \| \| ? p.t. ? Anguilla I 78’ \| Marcatori \| p.t. ? \| |                |               |      |  |
|                                                                  |                |               |      |  |
| ? p.t. ? Anguilla I 78’                                          | Marcatori      | p.t. ?        |      |  |

| 20ª giornata                                                                     | Bari      | - – - | Pro Italia |  |
| \| \| \| \| \| non disputata causa il ritiro della Pro Italia \| Marcatori \| \| |           |       |            |  |
|                                                                                  |           |       |            |  |
| non disputata causa il ritiro della Pro Italia                                   | Marcatori |       |            |  |

| 21ª giornata                                                                 | Pro Gioia | - – - | Bari |  |
| \| \| \| \| \| non disputata causa l'esclusione del Gioia \| Marcatori \| \| |           |       |      |  |
|                                                                              |           |       |      |  |
| non disputata causa l'esclusione del Gioia                                   | Marcatori |       |      |  |

| Bari 27 giugno 1945 22ª giornata | Bari | 6 – 0 | Acquavivese | Stadio della Vittoria |

- I restanti incontri non furono disputati dal Bari, per l'esclusione o per il ritiro prematuro delle avversarie.

## Statistiche[6]

### Statistiche di squadra
| Competizione          | Punti | In casa | In casa | In casa | In casa | In casa | In casa | In trasferta | In trasferta | In trasferta | In trasferta | In trasferta | In trasferta | Totale | Totale | Totale | Totale | Totale | Totale | DR  |
| Competizione          | Punti | G       | V       | N       | P       | Gf      | Gs      | G            | V            | N            | P            | Gf           | Gs           | G      | V      | N      | P      | Gf     | Gs     | DR  |
| --------------------- | ----- | ------- | ------- | ------- | ------- | ------- | ------- | ------------ | ------------ | ------------ | ------------ | ------------ | ------------ | ------ | ------ | ------ | ------ | ------ | ------ | --- |
| Torneo misto pugliese | 27    | 10      | 8       | 2       | 0       | 35      | 6       | 7            | 4            | 1            | 2            | 10           | 8            | 17     | 12     | 3      | 2      | 45     | 14     | +31 |

### Statistiche dei giocatori
| Giocatore      | Torneo misto pugliese | Torneo misto pugliese |
| Giocatore      | Presenze              | Reti                  |
| -------------- | --------------------- | --------------------- |
| A. Carlini     | 0+                    | 0+                    |
| Catacchio      | 2+                    | 0+                    |
| M. Catalano    | 2+                    | 0+                    |
| S. Cavone      | 6+                    | 3+                    |
| P. Colli       | 3+                    | 2+                    |
| L. Costagliola | 2+                    | -3-                   |
| De Serio       | 1+                    | 0+                    |
| C. Fabbri      | 6+                    | 7+                    |
| O. Fusco       | 2+                    | 0+                    |
| A. Menutti     | 4+                    | 2+                    |
| V. Orlando     | 5+                    | 4+                    |
| Pinto          | 2+                    | 3+                    |
| S. Trevisan    | 6+                    | 4+                    |
| Volpe          | 1+                    | 0+                    |